# Koppány (folyó)
A Koppány folyó Visz alatt, Somogytúr közigazgatási területén ered. Sokáig Külső-Somogy területén, erdőben halad, majd Fiadnál sok település mellett halad el. Törökkoppány és Koppányszántó között halad át Somogy vármegyéből Tolnába. Regölytől északra beletorkollik a Kaposba, előtte két víztározó is ki van alakítva a medrében.

## Nevének eredete
Hogy honnan ered a patak neve, máig rejtély. Legvalószínűbb feltételezés az, hogy Koppány vezér a környéken járt, és innen ered a patak neve.

## Hasonló nevű vízfolyások
Van egy Kis-Koppány nevű patak, ami a Koppányba torkollik bele.